# Pseudhammus impressifrons
Pseudhammus impressifrons är en skalbaggsart som beskrevs av Dillon 1959. Pseudhammus impressifrons ingår i släktet Pseudhammus och familjen långhorningar. Inga underarter finns listade i Catalogue of Life.